# ジョージ・ツェベリス
ジョージ・ツェベリス（George Tsebelis、1952年 - ）は、アメリカ合衆国の政治学者で、ミシガン大学政治学部教授。比較政治学、ゲーム理論が専門。2002年の著書『拒否権プレイヤー』で展開した拒否権プレイヤー理論で知られる。

## 経歴
1952年生まれ。ギリシャ国立工科大学、パリ政治学院、ピエール・マリー・キューリー大学で学んだ後、セントルイス・ワシントン大学で博士号（政治学）を取得した。ワシントン大学、スタンフォード大学、デューク大学、カリフォルニア大学ロサンゼルス校を経て、2007年からミシガン大学政治学部教授。2016年、アメリカ芸術科学アカデミー会員に選出された。

## 研究内容・業績

### 拒否権プレイヤー
- 拒否権プレイヤーという概念は、古くからあるものであるが、ツェベリスはそれを統合し公式化した。拒否権プレイヤーとは、立法上の現状を変更するために同意を必要とする個人的ないし集合的なプレイヤーである。ツェベリスは、多くの拒否権プレイヤーがいることが重要な政策変更を困難にしたり不可能にすると論じる。彼はまた、高率の拒否権プレイヤーのいるシステムはほとんど重要な法案を通すことができないと予測する。拒否権プレイヤーの類型として、大統領や議会、上院といった制度的なものと、政党のような党派的なものの二種類を提示する。またほかの投票者に対して「受諾か拒否か」の提案を突きつける拒否権プレイヤーを「アジェンダ・セッター agenda setters」と呼んでいる。

## 著書
- Veto players: how political institutions work, Russell Sage Foundation, 2002.
  - 『拒否権プレイヤー』、眞柄秀子・井戸正伸監訳、早稲田大学出版部、2009年。
- Nested games: rational choice in comparative politics, University of California Press, 1990.
- Bicameralism, Cambridge University Press, 1997.（Jeannette Money と共著）